# Ptoza

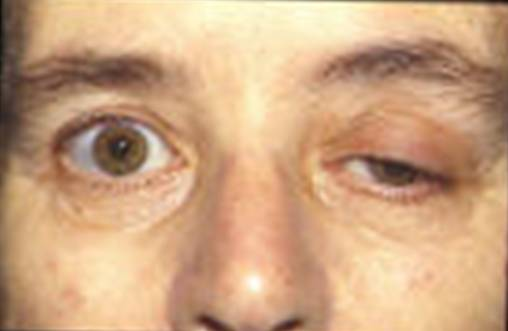
Opadnięcie lewej powieki u osoby z miastenią. Prawa powieka wykazuje kompensacyjną retrakcję

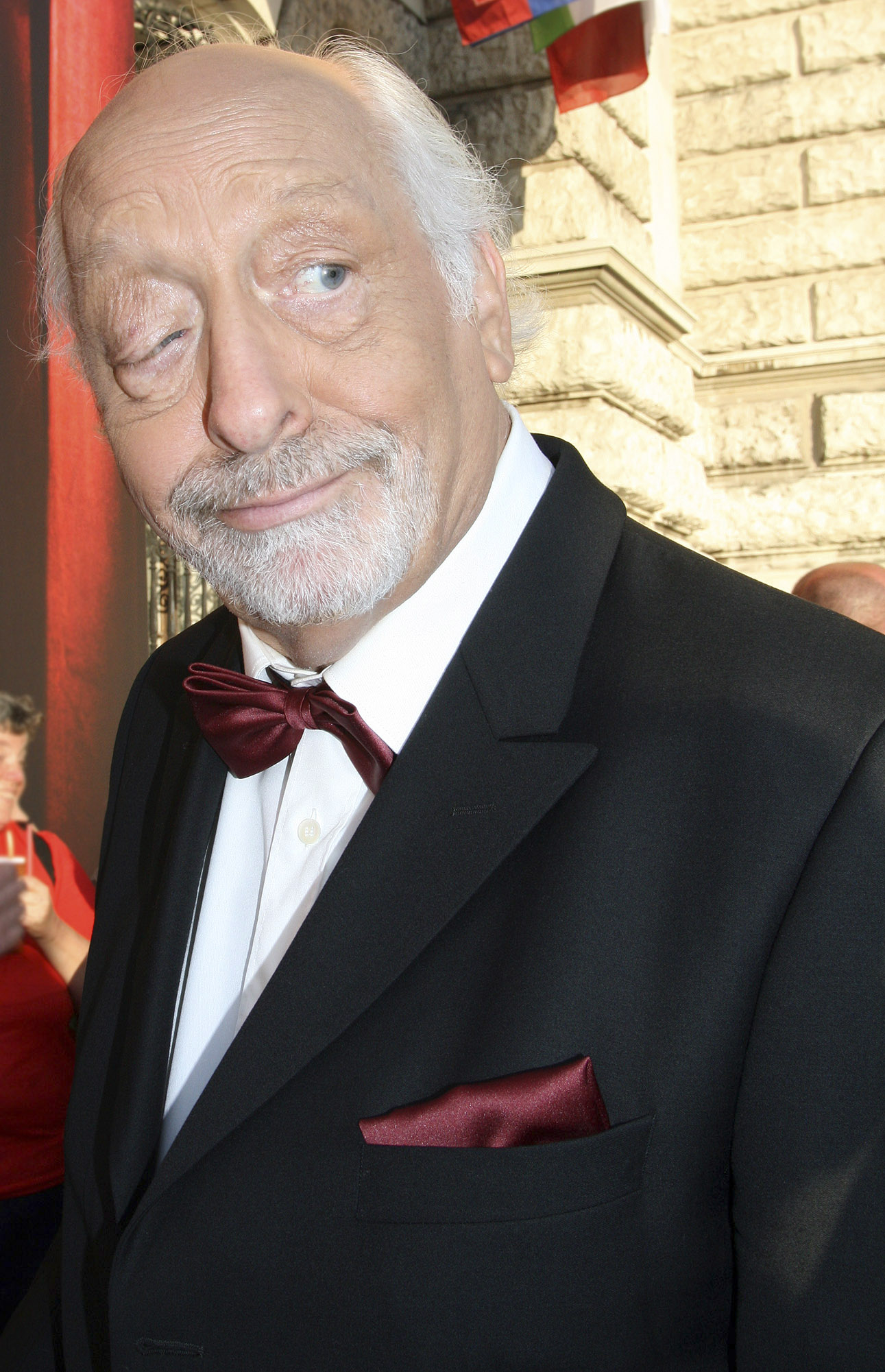
Niemiecki prezenter telewizyjny, aktor i komik Karl Dall

Ptoza (łac. ptosis) – opadnięcie powieki, objaw porażenia mięśni powieki oka. Schorzenie to jest wadą rozwojową spotykaną najczęściej u dzieci, występującą często rodzinnie. Objawia się jedno lub obustronnym opadnięciem powiek i częściowym przysłonięciem gałki ocznej. Istnieje również rzadziej spotykana nabyta forma choroby. Ptoza jest także jednym z objawów zespołu Hornera i miastenii. 
Wada ta może być całkowicie lub częściowo skorygowana chirurgicznie poprzez wzmocnienie mięśni, bądź przy pomocy specjalnych okularów z przesłoną na zdrowe oko, która zmusza chore oko do większej pracy i wzmocnienia mięśni.
Pseudoptoza (łac. pseudoptosis) – schorzenie przypominające ptozę jednak o etiologii innej niż porażenie mięśnia unoszącego powiekę górną.
Pseudoptoza statyczna – spowodowana obniżeniem kostnego przyczepu więzadła bocznego powiek do dołu (np. przy złamaniu jarzmowo-oczodołowym) z następowym zwężeniem szpary powiekowej i pogłębieniem fałdu powiekowego.